# 200 po vstrečnoj
200 po vstrečnoj (in russo 200 по встречной?) è il primo album in studio del duo musicale russo t.A.T.u., pubblicato il 21 maggio 2001 dalla Universal Music Russia.
L'album si rivelò un successo in Europa orientale con oltre un milione di copie vendute, diventando il primo progetto discografico di un gruppo est-europeo a raggiungere tale traguardo. Anche la versione inglese del disco, 200 km/h in the Wrong Lane (pubblicata nel 2002), ottenne la stessa certificazione, rendendo le t.A.T.u. le prime artiste ad aver mai ricevuto un IFPI Platinum Europe Award per lo stesso album in due lingue diverse.
Il CD è stato pubblicato in diverse versioni: l'originale del 2001, l'edizione limitata (solo per il mercato russo) e la riedizione del 2002 con una traccia inedita e nuove aggiunte.

## Antefatti
Nel 1999 il produttore musicale Ivan Šapovalov tenne a Mosca un casting attraverso il quale scelse due giovani cantanti, Lena Katina e Julia Volkova, entrambe quattordicenni, formando un duo. Durante lo stesso anno iniziò la composizione di alcune canzoni, tra cui Ja sošla s uma, poi divenuta primo singolo del duo. L'inaspettato successo del brano, pubblicato nell'autunno del 2000 dall'etichetta Neformat e basato sulla storia d'amore tra due ragazzine, fruttò alle cantanti un contratto con la Universal Music Russia, sotto la quale fu commercializzato l'album.

## Descrizione
200 po vstrečnoj (lett. "200 km/h nel traffico") fu prodotto da Ivan Šapovalov e composto da quest'ultimo in collaborazione con Aleksandr Vojtinskij, Aleksandr Vulych, Valerij Polienko, Elena Kiper, Sergio Galoyan, Roman Rjabcev, Anna Karasëva e Vadim Stepancov. 
Il disco incorpora elementi di pop rock con influenze della rivoluzione techno di fine anni novanta e i testi delle canzoni si concentrano principalmente su tematiche quali il lesbismo, l'amore adolescenziale e il sesso.
L'album fu in principio pubblicato in Russia e Ucraina il 21 maggio 2001, con nove tracce e tre remix bonus, e a partire dal novembre del 2001 nel resto dell'est Europa. Questa prima versione fu anche pubblicata su cassetta con le nove tracce ma con soli due remix.
Il 15 febbraio 2002 la Universal ripubblicò l'album con una nuova copertina e, in aggiunta alle tracce originali, la traccia inedita Klouny, due nuovi remix dei brani 30 minut e Mal'čik gej e una traccia multimediale che includeva delle scene "dietro le quinte". Sempre nel 2002 fu pubblicata la versione in inglese dell'album, 200 km/h in the Wrong Lane, per il debutto del duo nel resto del mondo. Conseguentemente al successo dell'edizione internazionale, la Universal distribuì poi 200 po vstrečnoj in altre parti d'Europa, in Giappone e a Taiwan nel 2003.

### Copertina
La copertina della versione originale del disco si presenta come un dossier di un caso criminale, con le biografie delle ragazze, le impronte digitali e i testi parziali nel libretto del CD. Alcune versioni hanno pubblicato solo un libretto di quattro pagine.
La copertina della ristampa presenta una foto in bianco e nero delle t.A.T.u. su uno sfondo bianco. Esiste anche una versione della riedizione senza la traccia multimediale e con la stessa copertina, con la sola differenza che lo sfondo è nero e non più bianco.

## Accoglienza
L'album ha ottenuto recensioni generalmente positive da parte della critica specializzata.
Aleksej Mažev, principale critico di InterMedia, ha espresso un giudizio positivo sull'album, scrivendo che il numero di hit al suo inerno si avvicina al numero di canzoni della tracklist.
Anche Malder di Muzykal'naja Gazeta ha fornito una recensione favorevole e ha notato che la band si è rivelata uno dei pochi progetti per i quali conta la qualità del materiale prodotto. Diversamente, Sergej Gračëv di Rolling Stone Russia ha recensito negativamente il disco, descrivendo il duo non tanto un fenomeno musicale quanto sociale.
Nel 2022 la rivista russa Afiša ha posizionato l'album al 9º posto nella lista dei cento migliori album post-sovietici.

## Promozione

### Singoli
Ja sošla s uma fu il primo singolo dell'album, pubblicato nell'autunno del 2000. La canzone divenne velocemente un tormentone nelle stazioni radio russe e il videoclip, trasmesso per la prima volta da MTV Russia, causò polemiche per via del bacio lesbico tra le due giovani cantanti. Il video raggiunse la vetta delle classifiche musicali televisive e vinse nella categoria "Miglior video russo scelto dal pubblico" agli MTV Video Music Awards 2001. La canzone segnò la prima posizione in Paesi come Russia, Polonia e Bulgaria.
Nas ne dogonjat fu pubblicato come secondo singolo dell'album. Le t.A.T.u. presentarono in anteprima il brano nel marzo del 2001 durante un evento organizzato da MTV Russia. In seguito, il videoclip fu trasmesso per la prima volta nel maggio del 2001, in concomitanza con l'uscita dell'album. La canzone raggiunse la posizione numero 1 in molti Paesi, come Russia, Polonia, Repubblica Ceca e Romania, e vinse il premio annuale russo Ovacija alla "Miglior canzone dell'anno" nel maggio del 2002.
30 minut fu estratto come terzo e ultimo singolo dell'album nel settembre del 2001, ottenendo un buon successo (seppur minore rispetto ai precedenti singoli) nelle radio russe. Il videoclip del brano fu molto trasmesso tra la fine del 2001 e i primi mesi del 2002.

### 200 po vstrečnoj Tour
Per promuovere il disco, il duo girò in tour per tutta la Russia, esibendosi anche in Ucraina, Kazakistan, Bielorussia, Estonia e Germania fino alla fine del 2001. Con la ristampa dell'album l'anno dopo, le t.A.T.u. estesero la tournée in altri Paesi, come Lettonia, Bulgaria, Slovacchia, Repubblica Ceca, Polonia, Israele e Romania, con un totale di oltre 150 concerti.
Le routine sul palco erano descritte come "precise" e caratterizzate da momenti in cui le cantanti dovevano scambiarsi baci e carezze, sfilare le loro uniformi da collegiali, rimanere in canottiera e slip e scegliere persone dello stesso sesso tra il pubblico per farle baciare sul palco.

## Tracce

### Prima edizione
1. Začem ja (Зачем я; tr: "Perché io") – 4:08 (Aleksandr Vojtinskij, Valerij Polienko, Aleksandr Vulych, Ivan Šapovalov)
2. Ja sošla s uma (Я сошла с ума; tr: "Ho perso la testa") – 3:31 (Sergio Galoyan, Ivan Šapovalov, Valerij Polienko, Elena Kiper)
3. Nas ne dogonjat (Нас не догонят; tr: "Non ci prenderanno") – 4:37 (Sergio Galoyan, Ivan Šapovalov, Valerij Polienko, Elena Kiper)
4. Dosčitaj do sta (Досчитай до ста; tr: "Conta fino a cento") – 4:38 (Sergio Galoyan, Ivan Šapovalov, Valerij Polienko)
5. 30 minut (30 минут; tr: "30 minuti") – 3:19 (Sergio Galoyan, Ivan Šapovalov, Valerij Polienko)
6. Ja tvoj vrag (Я твой враг; tr: "Sono tua nemica") – 4:17 (Roman Rjabcev)
7. Ja tvoja ne pervaja (Я твоя не первая; tr: "Non sono la prima per te") – 4:18 (Sergio Galoyan, Valerij Polienko)
8. Robot (Робот; tr: "Robot") – 3:53 (Aleksandr Vojtinskij, Valerij Polienko)
9. Mal'čik-gej (Мальчик-гей; tr: "Ragazzo gay") – 3:19 (Sergio Galoyan, Ivan Šapovalov, Anna Karasëva, Vadim Stepancov)
10. Nas ne dogonjat (HarDrum Remix) – 3:51 (Sergio Galoyan, Ivan Šapovalov, Valerij Polienko, Elena Kiper)
11. 30 minut (HarDrum Remix) – 5:04 (Sergio Galoyan, Ivan Šapovalov, Valerij Polienko)
12. Ja sošla s uma (HarDrum Remix) – 4:09 (Sergio Galoyan, Ivan Šapovalov, Valerij Polienko, Elena Kiper)

Note
- La traccia numero 12 è una traccia nascosta e non compare nella lista sul CD.
- Ci fu una pubblicazione in cui le tracce non erano scritte in alfabeto cirillico ma trascritte col nostro alfabeto;[30] inoltre 30 minut era riportata come 30 Minutes.

### Ristampa
Pubblicata nel 2002, questa edizione presenta, oltre alle aggiunte, una lista tracce diversa.
1. Klouny (Клоуны; tr: "Pagliacci") – 3:32 (Evgenij Kuricyn, Ivan Šapovalov, Valerij Polienko)
2. 30 minut (30 минут; tr: "30 minuti") – 3:19 (Sergio Galoyan, Ivan Šapovalov, Valerij Polienko)
3. Dosčitaj do sta (Досчитай до ста; tr: "Conta fino a cento") – 4:38 (Sergio Galoyan, Ivan Šapovalov, Valerij Polienko)
4. Začem ja (Зачем я; tr: "Perché io") – 4:08 (Aleksandr Vojtinskij, Valerij Polienko, Aleksandr Vulych, Ivan Šapovalov)
5. Nas ne dogonjat (Нас не догонят; tr: "Non ci prenderanno") – 4:39 (Sergio Galoyan, Ivan Šapovalov, Valerij Polienko, Elena Kiper)
6. Ja tvoja ne pervaja (Я твоя не первая; tr: "Non sono la prima per te") – 4:19 (Sergio Galoyan, Valerij Polienko)
7. Robot (Робот; tr: "Robot") – 3:54 (Aleksandr Vojtinskij, Valerij Polienko)
8. Mal'čik-gej (Мальчик-гей; tr: "Ragazzo gay") – 3:19 (Sergio Galoyan, Ivan Šapovalov, Anna Karasëva, Vadim Stepancov)
9. Ja tvoj vrag (Я твой враг; tr: "Sono tua nemica") – 4:18 (Roman Rjabcev)
10. Ja sošla s uma (Я сошла с ума; tr: "Ho perso la testa") – 3:32 (Sergio Galoyan, Ivan Šapovalov, Valerij Polienko, Elena Kiper)
11. 30 minut (Moscow Grooves Institute Remix) – 5:57 (Sergio Galoyan, Ivan Šapovalov, Valerij Polienko)
12. Mal'čik-gej (That Black Remix) – 5:05 (Sergio Galoyan, Ivan Šapovalov, Anna Karasëva, Vadim Stepancov)
13. 30 minut (Video) – solo nella prima versione del CD

## Successo commerciale
Nei primi due mesi dalla pubblicazione, furono vendute circa 500 000 copie legali del disco (con una stima di oltre due milioni di copie pirata). A fine 2001 l'album raggiunse oltre 850 000 copie legali distribuite in Russia, un numero sorprendente in un Paese in cui la pirateria era stimata al 95% delle vendite. Le stime delle copie pirata arrivavano invece a oltre quattro milioni. La riedizione dell'album, pubblicata nel 2002, riuscì a vendere 60 000 copie nella sola prima settimana dall'uscita. Le vendite dell'album in Russia hanno oggi superato un milione di copie.
L'album ottenne successo anche nell'est europeo. Nel gennaio 2002 fu il più venduto in Repubblica Ceca, dove vinse il disco di platino per la vendita di 10 000 copie, e rimase al vertice della classifica in Slovacchia per dieci settimane. Debuttò nella classifica polacca alla posizione numero 23, raggiungendo la top-ten durante la terza settimana e il primo posto nella quinta settimana, rendendo le t.A.T.u. le prime artiste russe con un album alla numero uno in Polonia. Nel 2002 fu certificato disco d'oro dalla ZPAV per le oltre 35 000 copie vendute, e nello stesso anno anche disco di platino con più di 94 000 esemplari venduti nel Paese. In Europa furono vendute oltre un milione di copie grazie alle quali il gruppo vinse l'IFPI Platinum Europe Award, premio che ottenne anche la versione inglese dell'album.

## Classifiche

### Classifiche settimanali
| Classifica (2001-03) | Posizione massima |
| -------------------- | ----------------- |
| Europa               | 57                |
| Giappone             | 123               |
| Polonia              | 1                 |
| Repubblica Ceca      | 1                 |
| Russia               | 1                 |
| Slovacchia           | 1                 |

### Classifiche di fine anno
| Classifica (2001) | Posizione |
| ----------------- | --------- |
| Russia            | 1         |
| Classifica (2002) | Posizione |
| Polonia           | 2         |

## Il tributo del 2021
Per celebrare il ventennale dall'uscita di 200 po vstrečnoj, alcuni dei produttori storici del duo hanno deciso di incidere un album tributo con le canzoni del disco realizzate in collaborazione con numerosi cantanti e gruppi sia russi che internazionali, dal titolo Trib'jut t.A.T.u. "200 po vstrečnoj" (in russo Трибьют t.A.T.u. "200 по встречной"?). In sostegno alla pubblicazione, uscita il 5 novembre 2021, gli interpreti si sono esibiti in un concerto-tributo dedicato alle t.A.T.u. tenutosi il 20 novembre a Mosca.
Sebbene l'opera faccia riferimento all'album d'esordio del duo, sono state incluse cover delle maggiori hit delle t.A.T.u. presenti anche nei successivi album, anche in lingua inglese.

### Tracce
1. Danja Milochin – Ne dogonjat (Не догонят) – 2:02
2. Monetočka – Mal'čik-gej (Мальчик-гей) – 2:32
3. Vera Brežneva – 30 minut (30 минут) – 3:15
4. White Punk, LSP – Klouny (Клоуны) – 2:28
5. Dorofjejeva – Ja tvoja ne pervaja (Я твоя не первая) – 2:40
6. Maniža – Ne ver', ne bojsja (Не верь, не бойся) – 2:40
7. Alëna Švec – Obez'janka nol' (Обезьянка-ноль) – 3:48
8. Polina – All the Things She Said – 3:00
9. Moja Mišel' – Začem ja (Зачем я) – 3:51
10. Vintage – Prostye dviženija (Простые движения) – 3:50
11. Vanja Dmitrienko – 220 – 2:22
12. Molčat Doma – Ljudi invalidy (Люди-инвалиды) – 4:42
13. Reflex – Novaja model' (Новая модель) – 3:18
14. Slot – Ja sošla s uma (Я сошла с ума) – 4:17
15. Rita Dakota – Sacrifice – 2:49
16. Nervy – Ne ver', ne bojsja (Не верь, не бойся) – 2:56
17. Alla Pugačëva, Sofija Rotaru – Nas ne dogonjat (Нас не догонят) – 3:51
18. Iowa – Ljudi invalidy (Люди-инвалиды) – 2:44
19. Sergio Galoyan, Arty – Cosmos (Outer Space) (Arty remix) – 3:15
20. Favlav – Obez'janka nol' (Обезьянка-ноль) – 3:44
21. White Punk – Novaja model' (Новая модель) – 1:54
22. Guru Groove Foundation, Egor Sesarev – Začem ja (Зачем я) – 2:56
23. Klava Koka – Sošla s uma (Сошла с ума) – 2:29
24. Ženja Ljubič – 30 minut (30 минут) – 3:50
25. Imany – All the Things She Said – 4:10
26. Dmitrij Malikov – Nas ne dogonjat (Instrumental) (Нас не догонят) – 4:01

Note
- La versione di Nas ne dogonjat cantata da Alla Pugačëva e Sofija Rotaru (traccia 17) era già stata eseguita dalle due artiste nel 2009[48] ed è stata successivamente rimasterizzata in studio e inserita nella lista tracce.